# Keserűfüves csetkákás

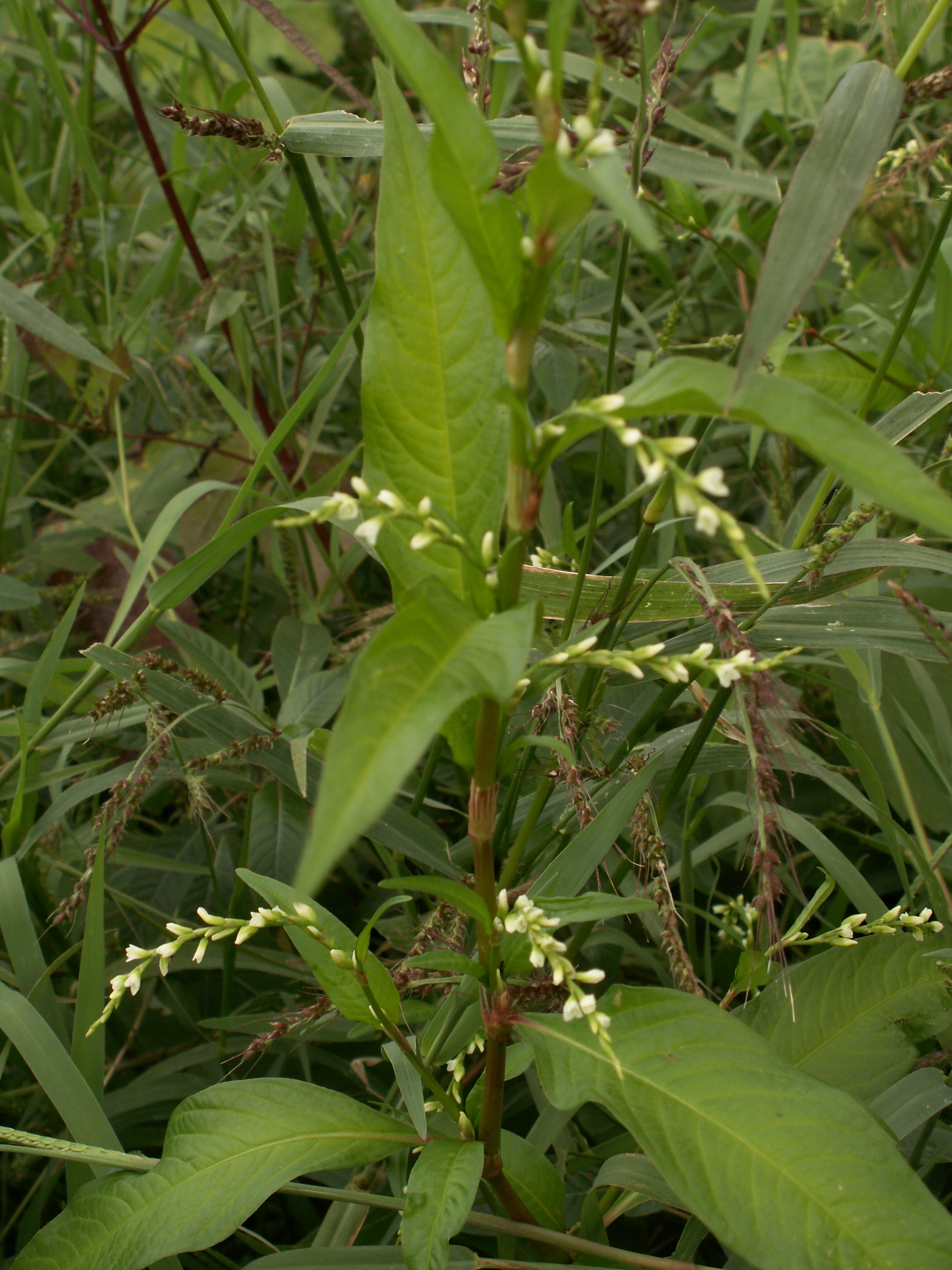
Borsos keserűfű (Polygonum hydropiper)

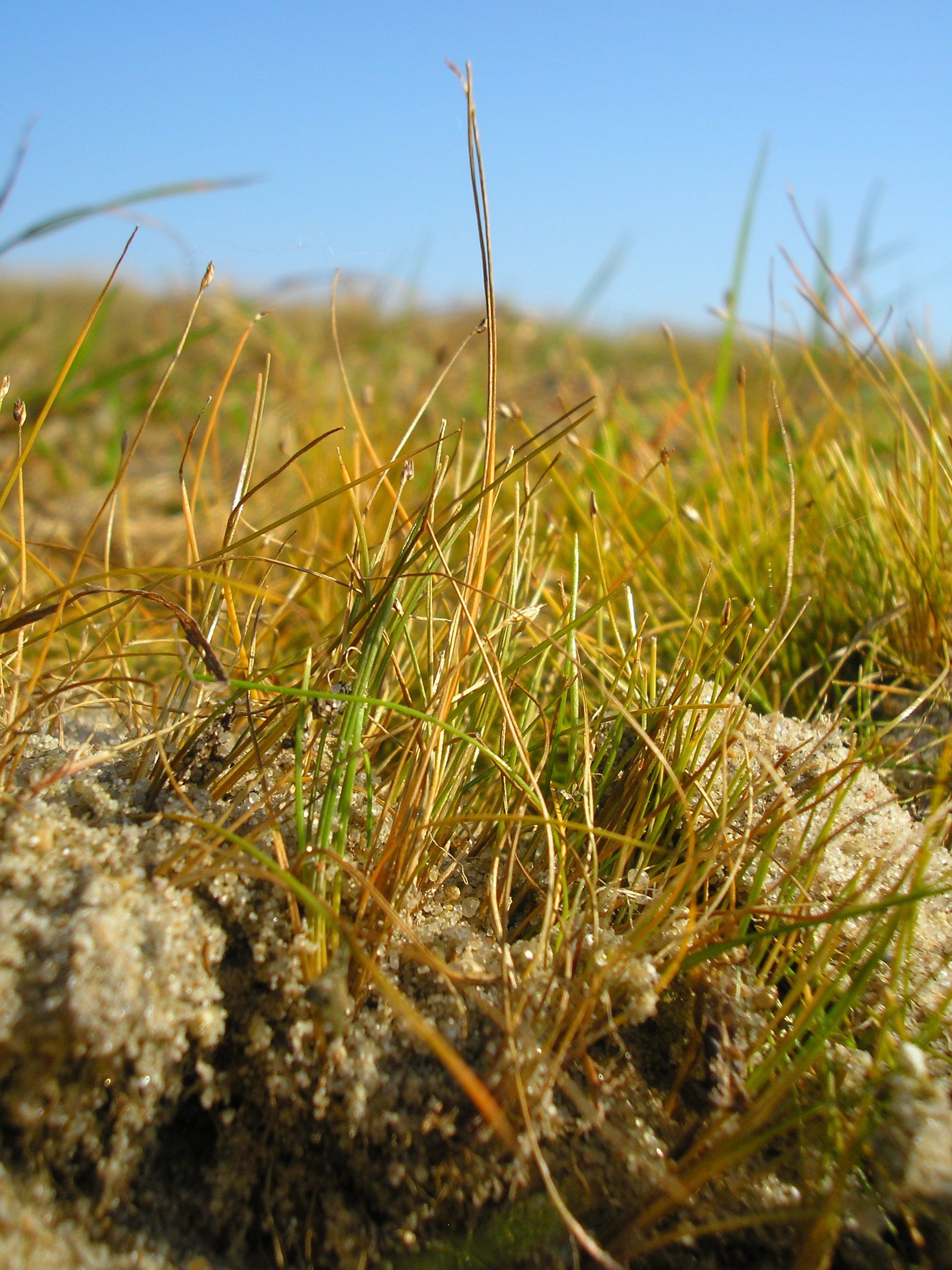
Apró csetkáka (Eleocharis acicularis)

A keserűfüves csetkákás (Polygono-Eleocharitetum ovatae Eggler 1933) Borhidi Attila szerint az atlanti-boreális tóparti gyepek (Isoëto-Litorelletea Br.-Bl. & Vlieger, 1937)  társulástani osztályába sorolt törpekákagyepek (Nanocyperion)  társulástani csoportjában a látonyás csetkáka-társulások (Elatini-Eleocharitenion ovatae (Pietsch & Müller-Stoll 1968) Borhidi 2003 comb. nova hoc loco) alcsoportjának (más szerzők szerint csoportjának) egyik társulása.

## Elterjedése, kialakulása
Természetes pionír társulás, amely valószínűleg a szubatlanti Eleocharito-Caricetum bohemicae (Eleocharito ovatae – Caricetum bohemicae Klika 1935 em. Pietsch 1961) kontinentálisabb klímában kialakuló, gyomok által befolyásolt vikariáns változata. Talajában bőséggel lehet nitrogén, de karbonát- és egyéb sóásványok nélkül. Kezdeti stádiumaiban gazdag mohaflóra alakul ki.
Magyarországon a nagyobb folyók felső szakaszainak hullámterein, árterein visszamaradt kubikgödrökben, árkokban, ritkán magában a mederben alakul ki a víz visszahúzódása után, de tartósan nedves körülmények között. A Tisza felső szakaszán elég gyakori, lejjebb ritka. A Dráva mentén és a Szigetközben, illetve mellette szórványos.

## Szerkezete, fajösszetétele
A társulás fajgazdag, és legtöbbször összborítása is nagy.
Uralkodó fajai:
- a csetkáka fajok (Eleocharis spp.):

- - tojásdad csetkáka (Eleocharis ovata),

- - sűrű csetkáka (Eleocharis carniolica),

- - apró csetkáka (Eleocharis acicularis),

- a törpekákák:
  - barna palka (Cyperus fuscus),

- - iszapkáka (Dichostylis micheliana),

- valamint a kis termetű szittyók

- - fülemüleszittyó (Juncus articulatus),

- - varangyszittyó (Juncus bufonius),

- - iszapszittyó (Juncus tenageia),

- - fejecses szittyó (Juncus capitatus).

A társulás képét a keserűfüvek (Polygonum spp.) határozzák meg:
- vidrakeserűfű (Polygonum amphibium) terresztris alakja,

- borsos keserűfű (Polygonum hydropiper),

- lapulevelű keserűfű (Polygonum lapathifolium),
- szelíd keserűfű (Polygonum mite)  ,
- baracklevelű keserűfű (Polygonum persicaria).

A Kárpát-medencétől nyugatra domináns cseh sás (Carex bohemica) hazánkban ezekben az állományokban csak ritkán fordul elő.
Egyéb jellegzetes fajai:
- torzsika boglárka (Ranunculus sceleratus),

- henye pimpó (Potentilla supina),

- iszapsás (Carex viridula), különösen annak f. pulchella alakja.